# Mestna občina
Méstna óbčina je občina, ki zaobseže večje mesto. V Sloveniji Zakon o lokalni samoupravi v 16. členu določa, da lahko občina dobi status mestne občine, če je na njenem območju mesto, ki ima najmanj 20 tisoč prebivalcev in najmanj 15 tisoč delovnih mest, od tega najmanj polovico v terciarnih in kvartarnih dejavnostih in je geografsko, gospodarsko in kulturno središče svojega gravitacijskega območja. Na mestno občino država lahko prenese opravljanje določenih nalog iz svoje pristojnosti, ki se nanašajo na razvoj mesta. Od leta 2021 (ko se je prejšnjim enajstim pridružila občina Krško) je v Sloveniji 12 mestnih občin:

## Seznam mestnih občin v Sloveniji
| Grb | Občina                       | Središče       | Prebivalci (1.1.2017) | Površina (km²) | Naselja |
| --- | ---------------------------- | -------------- | --------------------- | -------------- | ------- |
|     | Mestna občina Celje          | Celje          | 49.380                | 95             | 39      |
|     | Mestna občina Koper          | Koper          | 51.361                | 303            | 104     |
|     | Mestna občina Kranj          | Kranj          | 56.081                | 151            | 49      |
|     | Mestna občina Krško          | Krško          | 26.224                | 345            | 158     |
|     | Mestna občina Ljubljana      | Ljubljana      | 288.919               | 275            | 39      |
|     | Mestna občina Maribor        | Maribor        | 111.079               | 148            | 33      |
|     | Mestna občina Murska Sobota  | Murska Sobota  | 18.870                | 64             | 12      |
|     | Mestna občina Nova Gorica    | Nova Gorica    | 31.825                | 280            | 44      |
|     | Mestna občina Novo mesto     | Novo mesto     | 36.433                | 236            | 98      |
|     | Mestna občina Ptuj           | Ptuj           | 23.117                | 67             | 10      |
|     | Mestna občina Slovenj Gradec | Slovenj Gradec | 16.621                | 174            | 22      |
|     | Mestna občina Velenje        | Velenje        | 32.718                | 84             | 26      |